# 2 Dywizja Strzelców Pieszych

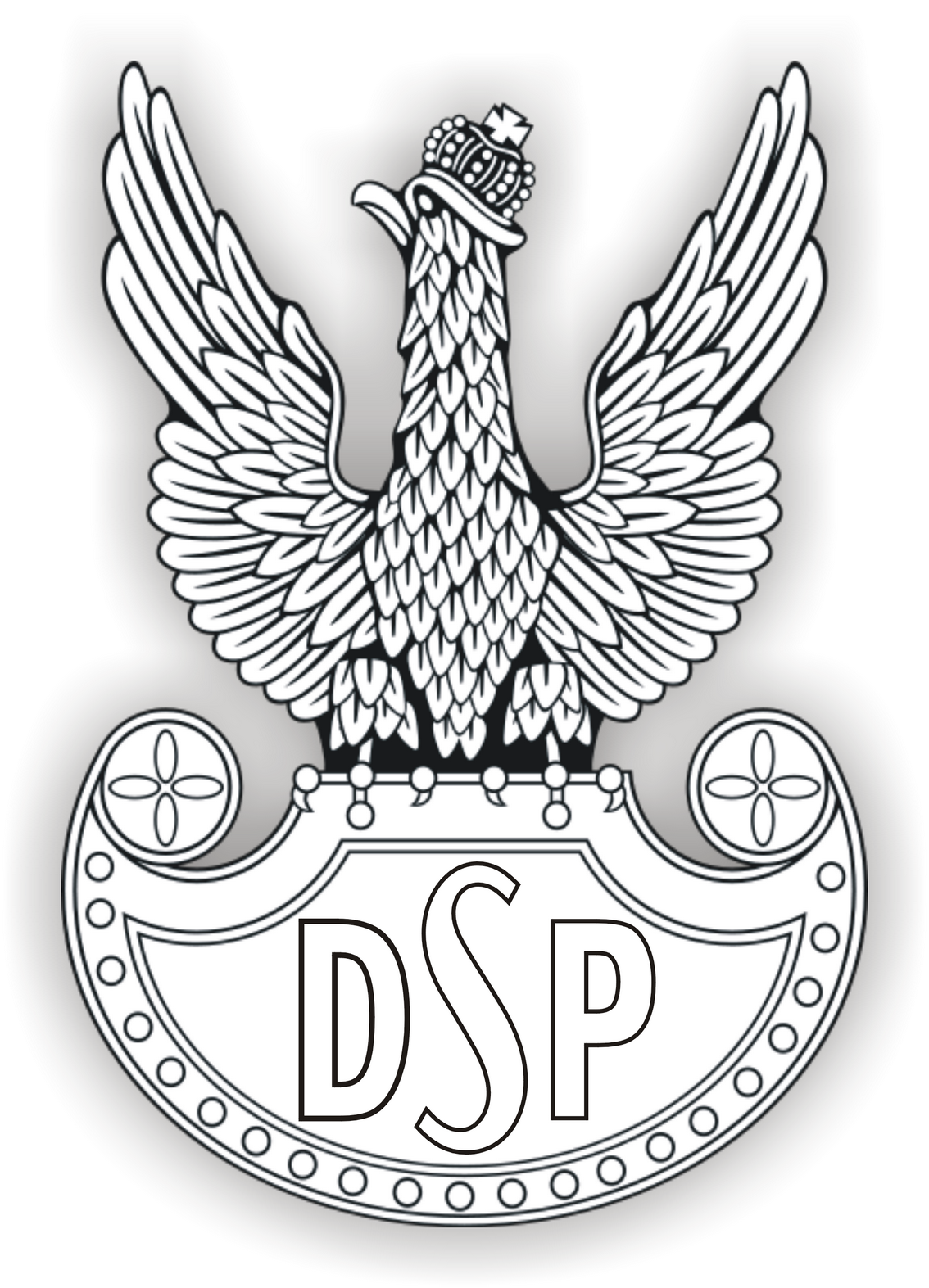
Divisionsadler

Die 2 Dywizja Strzelców Pieszych (2 DSP; deutsch: 2. Schützendivision; französisch: 2e Division des Chasseurs oder 2e Division d’Infanterie Polonaise) war eine Einheit der polnischen Armee, die 1940 Teil der neu aufgestellten polnischen Armee in Frankreich war und dem französischen 45. Festungsarmeekorps zugeteilt wurde.
Im Frankreichfeldzug 1940 sicherte die Division den Rückzug der 45. Festungsarmeekorps
gegen Truppen der Wehrmacht in der Nähe des Clos du Doubs. Die Division wurde gegen den Schweizer Jura abgedrängt, überschritt am 19. Juni 1940 die Schweizer Grenze bei Goumois und wurden interniert.

## Aufbau in Frankreich
Im Rahmen des Wiederaufbaus der polnischen Armee nach der Niederlage im Septemberfeldzug 1939 wurde die Division ab dem 11. November 1939 in Frankreich neu aufgestellt. Sie setzte sich aus polnischen Soldaten zusammen, denen es nach der Besetzung ihres Landes durch Deutschland und der UdSSR gelungen war, Polen über Rumänien und Ungarn zu verlassen, sowie aus polnischen Einwanderern, die sich bereits in Frankreich befanden, wo sie in den Bergwerken und in der Landwirtschaft arbeiteten. Den Kern der Division bildete das 4. Infanterieregiment, das aus abgetrennten Untereinheiten des Schulregiments und des 2. Infanterieregiments gebildet wurde. Die Division stand unter dem Kommando von Brigadegeneral Bronisław Prugar-Ketling und wurde von Ende Dezember 1939 bis im Mai 1940 in Parthenay (Département Deux-Sèvres) aufgebaut und stationiert.
Ende Mai wurde die Division in die Gegend von Colombey-les-Belles im Nordosten Frankreichs verlegt, wo sie einem Teil der französischen Reserve der 8. Armee, dem 45. Festungsarmeekorps, zugeteilt wurde. Hier ergänzte sie die fehlende Ausrüstung bildete zusätzliche Panzerabwehrunterabteilungen. Im Februar verlegte die Division ein Bataillon ihrer bestausgebildeten Soldaten zur Podhale-Brigade.
In der ersten Junihälfte zählte die Division 15.883 Soldaten, die jedoch mangelhaft ausgerüstet waren.

## Militärische Operationen
Ab dem 19. Mai 1940 befand sich die Division in der Frontzone, in der Reserve der französischen 3. Armee im Raum Colombey-les-Belles. Zusammen mit der 1. Grenadierdivision wurde sie Teil der französischen 10. Armee.
Am 8. Juni wurde die Division dem 45. Festungskorps von General Marius Daille unterstellt. Die Truppen wurden am 10. Juni mit der Eisenbahn zu den Verteidigungsanlagen in der Gegend von Belfort transportiert, um diese mit zusätzlichen Feldbefestigungen zu verstärken und gleichzeitig Gefechtsausbildung zu betreiben. Der Befehl, den Rückzug der französischen Armee zu sichern, erreichte die 2. Schützendivision am 16. Juni 1940.
Am 18. Juni erhielt die Division den Befehl, ein 18 Kilometer breites Verteidigungsgebiet auf den Hügeln in der Nähe des Clos du Doubs und der Schweizer Grenze zu organisieren. Ziel der Verteidigung war es, alle Straßen, die in die Schweiz führten, mit einem System unabhängiger Widerstandspunkte abzusperren. Die Organisation der Verteidigung fand unter schwierigen Bedingungen statt, weil Straßen und Städte durch den chaotischen Rückzug der französischen Truppen (67. Infanteriedivision usw.) blockiert waren.
Vom 18. bis 19. Juni 1940 wurde die Division in schwere Kämpfe mit vorstoßenden Truppen der Wehrmacht in der Nähe der Flüsse Doubs und Saône verwickelt. Dabei konnte sie mehrere deutsche Angriffe in der Nähe der Schweizer Grenze vorerst stoppen. Als die sich zurückziehende französische Armee fast keinen Widerstand mehr leistete, erhielten auch die polnischen Soldaten den Rückzugsbefehl. Die französische Zivilbevölkerung half den polnischen Truppen heimlich mit Lebensmitteln und auch Führern, damit sie in kleinen Gruppen durch die Wälder als Deckung die Grenze erreichen konnten. Über die Grenze bei Goumois gelangten sie mit Kampfausrüstung und Restmunition in die Schweiz, wo sie für den Rest des Krieges interniert wurden.

## Internierung
Die Schweizer Armee organisierte die Internierung der Soldaten gemäß der Haager Landkriegsordnung mit Entwaffnung, Verpflegung, Verwundetenpflege und Transport in acht über die Schweiz verteilte Lagergruppen. Das im Herbst 1940 neu errichtete Versuchs-Grosslager Büren an der Aare in dem sich bis zu 2000 Polen aufhielten, sollte bis 6000 Soldaten aufnehmen können. Nach einer Meuterei, die zwei verletzte Polen forderte, kamen die verantwortlichen Schweizer Militärbehörden von der Masseneinquartierung wieder ab, deren Herausforderungen (Schwarzhandel mit Einheimischen, Alkoholkonsum, Fluchthilfe durch Einheimische, Fraternisierung usw.) und die psychologischen Aspekte insbesondere für die Miliz-Wachmannschaften sie unterschätzt hatten.
Trotz Verbot (Haager Konvention von 1907) nicht mehr an Kriegshandlungen teilnehmen zu dürfen, floh die Hälfte der polnischen Internierten, um in ihre zweite Heimat Frankreich zurückzukehren oder sich der in England gebildeten polnischen Armee anzuschließen. Knapp ein Drittel kam zurück und erhielt bis zu 6 Monate Gefängnis. 1941 flüchteten 2000 Polen, weil sie im Zusammenhang mit der Repatriierung der französischen Militärinternierten im März 1941 Angst hatten, in deutsche Kriegsgefangenschaft zu geraten. Mit dem Beginn der Anbauschlacht wurden alle vorhandenen Arbeitskräfte, auch die Internierten, aufgeboten und das Lager leerte sich bis März 1942.
Die internierten Soldaten arbeiteten zunächst am Bau von Feldbefestigungen für die Schweizer Armee und später an Militärstraßen, den sogenannten Polenwege, dann wurden sie neben landwirtschaftlichen Arbeiten für die Lebensmittelversorgung, in der Industrie, im Dienstleistungssektor, im Straßen- und Brückenbau, bei Sanierungsarbeiten, in der Forstwirtschaft, bei der Flussregulierung, im Bergbau, bei der Torfgewinnung und bei der Landesverteidigung (Bau von Hochgebirgswegen, Flugplätzen, Artilleriestellungen, Unterständen, Verankerungen und Telefonleitungen) eingesetzt. Während der mehrjährigen Internierung bauten sie unter anderem 450 km Straßen, 63 Brücken und 10 km Kanäle.

### Defensivpläne
Der polnische Divisionskommandeur wollte die Kampfkraft und die hohe Moral der Soldaten aufrechterhalten, um sich an der Verteidigung der Schweiz zu beteiligen. Am 15. Dezember 1942 wurde ein Aktionsplan für die 2. Infanterie-Schützen-Division für den Fall eines deutschen Angriffs auf die Schweiz ausgearbeitet. Die Vereinbarungen, die der Oberbefehlshaber der Schweizer Armee, General Guisan, mit General Prugar-Ketling getroffen hatte, wurden wiederholt aktualisiert.
Am 1. August 1943 zählte die Division 10.508 Soldaten, darunter 534 Offiziere, 87 Anwärter, 2473 Unteroffiziere und 7414 Gefreite.

### Hochschullager

Polnischer Internierter bei Diplomarbeit an der ETH

Auf Beschluss von Prugar-Ketling und der zuständigen Schweizer Behörden hatten 700 Internierte die Möglichkeit, an den «Tochterhochschulen» der Universität und dem Polytechnikum Zürich, der Universität Freiburg, der Höheren Handelsschule in St. Gallen, in den «Hochschullagern» in Winterthur, Freiburg und Herisau zu studieren.
Die Organisation des Lehrkörpers geht auf die Initiative von General Prugar-Ketling zurück. Adam Vetulani wurde mit der Organisation von Gymnasial- und Hochschulkursen für Soldaten der 2. Schützendivision betraut. Er hielt Vorträge und Vorlesungen an Universitäten und gab Lehrbücher für die allgemeinbildenden und beruflichen Schulen der Soldaten heraus. Vetulani arbeitete zusammen mit Antoni Deryng an der Organisation des Rechtsstudiums.
In den Universitätslagern wurde ein geheimes Verfahren für den Unterricht in inoffiziellen Kadettenschulen eingeführt. Die Lehrpläne wurden so gestaltet, dass sie sich nicht negativ auf die Ergebnisse des Studiums an den Schweizer Universitäten auswirkten. Die militärische Ausbildung, die ein Jahr dauerte, wurde während der Ferien besonders intensiviert. Er wurde hauptsächlich als praktischer Unterricht vor Ort durchgeführt.

## Geheime Teilevakuierung und Auflösung der Division
Der Beschluss Prugar-Ketlings vom 17. August 1944 ordnete den Beginn einer geheimen Evakuierung aus der Schweiz an. Er schickte seine Vertreter nach Frankreich, um die Bedingungen für die Evakuierung und Wiederaufstellung der Division zu prüfen. Außerdem führte er am 30. August in Genf ein Gespräch mit einem Vertreter der französischen Résistance. Die Evakuierung war denjenigen Internierten vorbehalten, die sich für eine geheime und organisierte Verlegung gemeldet hatten. In Frankreich angekommen, wurden die polnischen Soldaten von den Mitarbeitern der Grenzabteilung abgeholt und zum Demobilisierungszentrum gebracht. Hier wurden vor allem die finanziellen Angelegenheiten und der Transport ins Vereinigte Königreich geregelt.
Nach der Kapitulation Deutschlands übergaben die Schweizer Behörden die polnischen Soldaten in Übereinstimmung mit dem Völkerrecht an die polnischen Kommandanten. Außerdem erklärten sie sich bereit, ihre sofortige Beförderung per Bahn auf französisches Gebiet zuzulassen, wo sie demobilisiert wurden. Ende August 1945 waren noch 4000 polnische Internierte in der Schweiz, davon wollten 1000 bis 1300 in ihre Heimat zurückkehren. Rund 9000 Polen kehrten nach Frankreich, 2000 nach Polen zurück oder emigrierten nach England oder Übersee und rund 1000 blieben in der Schweiz.

## Kommandanten und Stab

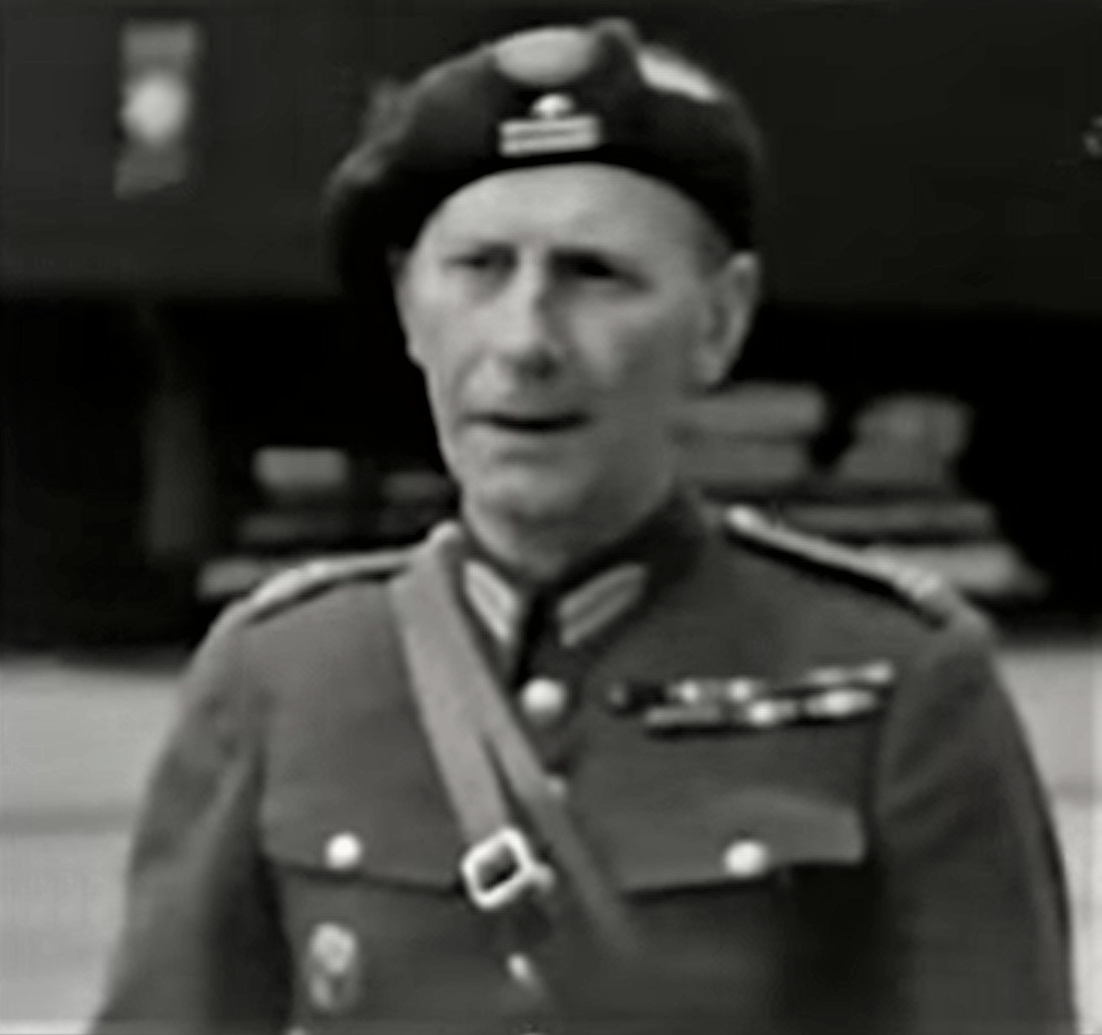
Bronisław Prugar-Ketling am 20. Juni 1940 bei Goumois

- Kommandant: Brigadegeneral Bronislaw Prugar-Ketling
- Infanterie: Oberst Stanisław Pelc
- Artillerie: Oberst Włodzimierz Leon Dembiński
- Pioniere: Oberstleutnant Bohdan Chojnowski
- Stabschef: Oberstleutnant Jan Narzymski
- Abteilung I: Major Tadeusz Dziamski
- Abteilung II: Major Wacław Chocianowicz
- Abteilung III: Major Marian Czyżewski
- Abteilung IV: Major Mieczysław Oborski
- Kommunikation: Major Władysław Jamka

## Einheiten
- 4. Warschauer Infanterieregiment

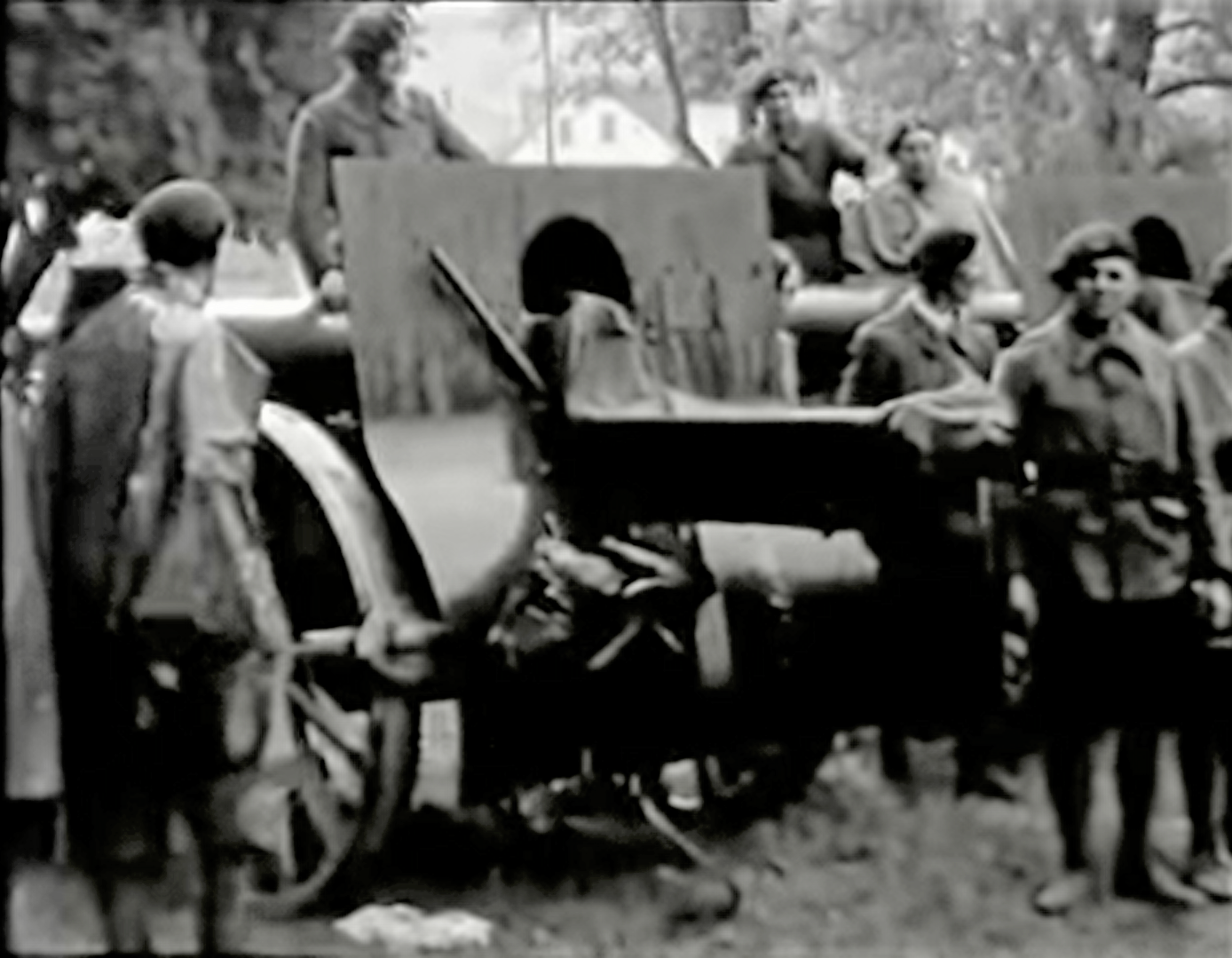
202. Schweres Modlinski-Artillerie-Regiment bei Goumois

- 5. Małopolski-Regiment der Fußschützen
- 6. Grenzlandregiment der Infanteristen
- Pionierkompanie der 13. Division: Leutnant Stanislaw Pizarski
- Divisionspanzerabwehrkompanie
- 2. leichtes Warschauer Artillerieregiment
- 202. Schweres Modlinski-Artillerie-Regiment (Sumiswald 24. Juni 1940: 400 Mann, 190 Pferde, acht schwere Geschütze, 16 Fuhrwerke)
- Panzerabwehrbatterie der 10. Division: Hauptmann Julian Wołyniak
- 186. Artilleriepark: Major Henryk Wołłowicz
- 2. Vilniuser Aufklärungsgeschwader (Kavallerie)
- 2 Pionierbataillon Kaniów (Sappeure)
- 186. Telefonkompanie: Hauptmann Ryszard Bajzert
- 186. Funkkompanie: Leutnant Jan Kossakowski
- 386. Autotransportkompanie: Hauptmann Jan Zwierzchowski
- 186. Sanitätsgruppe
- 186. Einsatzgruppe[7]